# 豊田市民文化会館

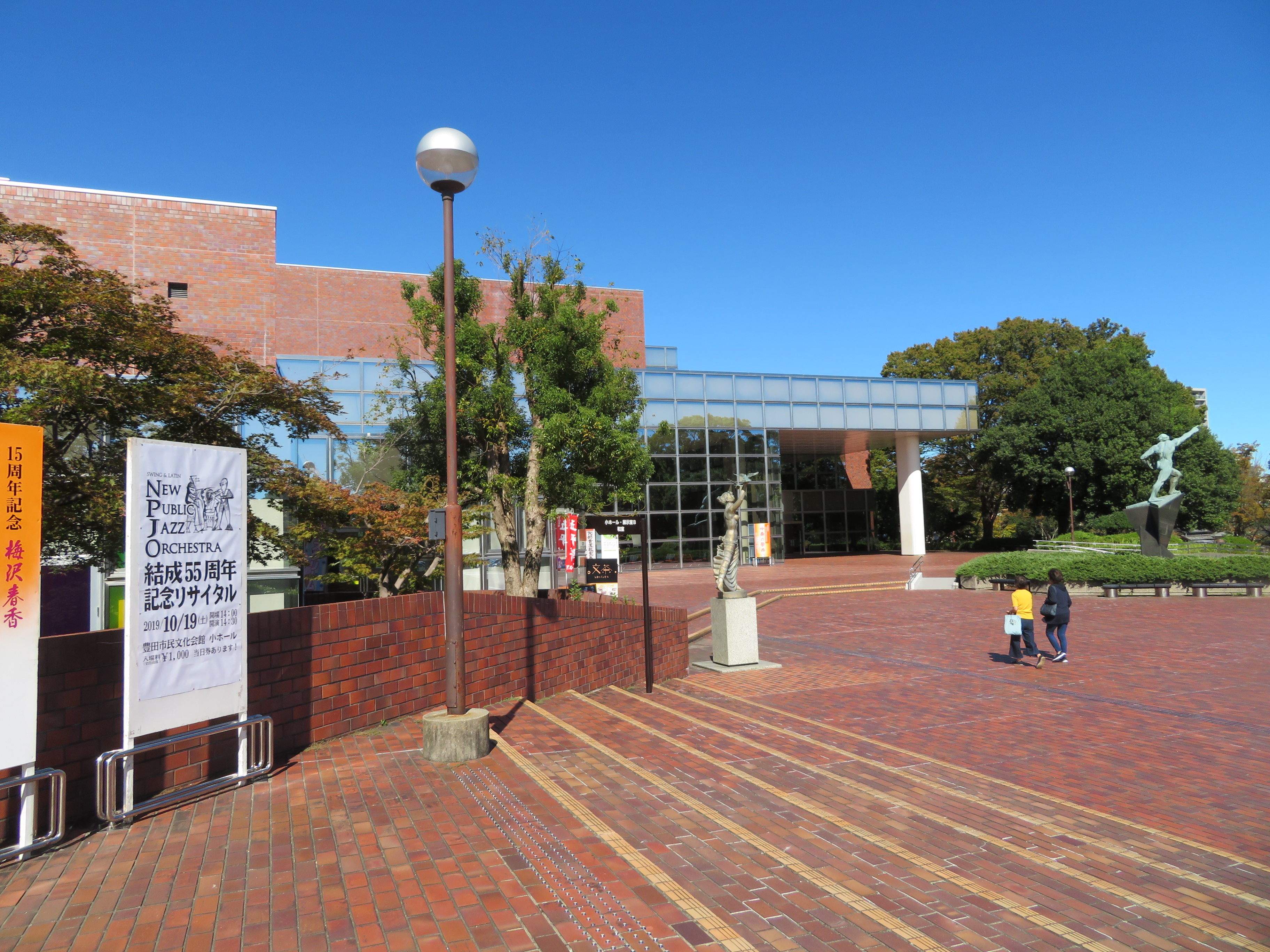
入口

豊田市民文化会館（とよたしみんぶんかかいかん）は、愛知県豊田市小坂町にある劇場タイプの多目的ホールを持つ文化施設である。コンサート・舞踊・大会などに利用されている大ホールのほかにも、練習室・展示室などがある。鑑賞だけでなく市民の文化活動の発表の場として利用されている。運営は公益財団法人豊田市文化振興財団が行っている。

## 沿革
- 1975年（昭和50年）11月3日 - 豊田市文化芸術センター（現・小ホール）が開館。
- 1981年（昭和56年）6月末 - 大ホールが完成。
- 1981年（昭和56年）7月7日 - 豊田市民文化会館に名称を改め開館。

## 主な施設・座席数
- 大ホール[2]
  - 座席 1,708席（1・2階 1,323席、3・4階 385席、車椅子スペース8席分）
  - 舞台 （間口 19m、奥行 18m、高さ 9m）
  - 楽屋 7室（洋室3、和室3、洋和室1）

- 小ホール[2]
  - 座席 436席
  - 舞台 （間口 14m、奥行 10m、高さ 7.5m）
  - 楽屋 5室（洋室3、和室2）

- リハーサル室[2]
- 練習室A・B・C[2]
- 展示室A・B[2]
- 大会議室[2]
- 会議室A・B[2]
- 和室[2]

## 交通アクセス

### 公共交通機関
- 名鉄三河線・豊田線「豊田市駅」より徒歩約15分[3]。
- 愛知環状鉄道「新豊田駅」より徒歩約15分[3]。
- 名鉄バス「市民文化会館前」下車すぐ[3]。

### 自動車
- 東名高速道路豊田ICから約15分[3]。
- 伊勢湾岸自動車道豊田東ICから約20分[3]。